# ريتشارد دويل
ريتشارد دويل (بالإنجليزية: Richard Doyle)‏ هو سياسي كندي، ولد في 10 مارس 1923 في تورونتو في كندا، وتوفي في 9 أبريل 2003. حزبياً، نشط في الحزب الكندي التقدمي المحافظ. وقد انتخب عضو مجلس الشيوخ الكندي.